# Arthur Hunter Palmer
Pour les articles homonymes, voir Palmer.
Arthur Hunter Palmer (28 décembre 1819 - 20 mars 1898) est un homme politique australien d'origine irlandaise qui est le cinquième Premier ministre du Queensland.

## Biographie
Palmer est le fils du lieutenant Arthur Palmer et de sa femme, Emily Hunter. Il est né à Armagh, en Irlande et fait ses études au lycée Youghal. Il émigre en Nouvelle-Galles du Sud en 1838 et travaille pendant de nombreuses années sur les terres d'un important fermier, devenant finalement régisseur de la propriété. Il part ensuite au Queensland et reprend une propriété. Il épouse en 1865 Mlle Cecilia J. Mosman, décédée en 1885 et ont trois fils et deux filles. En 1866 il est élu au Parlement du Queensland comme député de Port Curtis,. 
Le 2 août 1867, il devient secrétaire colonial et ministre des travaux publics dans le gouvernement de Robert Mackenzie et en septembre 1868, ministre des terres publiques. Mackenzie démissionne le 25 novembre 1868 et Palmer entre dans l'opposition. Le 3 mai 1870, il devient premier ministre et secrétaire colonial, et en juillet 1873, ministre des travaux publics. Son gouvernement est battu en janvier 1874. Au cours de son mandat sont adoptées des lois qui permettent le développement de nouvelles voies ferrées. Palmer est secrétaire colonial et ministre de l'instruction publique dans le gouvernement de Thomas McIlwraith arrivé au pouvoir en janvier 1879 mais il démissionne de son poste le 24 décembre 1881 pour présider la chambre des députés et reste à ce poste jusqu'à la fin de sa vie. 
À plusieurs reprises, il est nommé administrateur de l'État entre 1881 et 1898. 
Il meurt à Toowong, un quartier de Brisbane, après une longue maladie.